# Seznam vystoupení Katy Perry
Toto je seznam vystoupení americké zpěvačky Katy Perry. Seznam nezahrnuje vystoupení vrámci turné a malá vystoupení, pouze významnější.

## Seznam vystoupení
| Název akce                                | Datum               | Písně na vystoupení |
| One of the Boys éra                       | One of the Boys éra | One of the Boys éra |
| 2008                                      | 2008                | 2008 |
| ----------------------------------------- | ------------------- | --- |
| SXSW 2008                                 | 14. 3.              | 1. Hot N Cold 2. Mannequin 3. Ur So Gay 4. Rush 5. Waking Up in Vegas |
| House of Blues                            | 11. 4.              | 1. Fingerprints 2. Waking Up in Vegas 3. Mannequin 4. If You Can Afford Me 5. Thinking of You 6. Ur So Gay 7. Lost 8. One of the Boys 9. Hot N Cold 10. Self Inflicted 11. I'm Still Breathing 12. I Kissed a Girl |
| MTV Video Music Awards 2008               | 7. 9.               | 1. Like a Virgin 2. I Kissed a Girl |
| Die Werkstatt                             | 16. 9.              | 1. One of the Boys 2. Self Inflicted 3. Hot N Cold 4. If You Can Afford Me 5. Fingerprints 6. Ur So Gay 7. Waking Up in Vegas 8. Mannequin 9. Thinking of You 10. I Kissed a Girl |
| NRJ Music Tour Marseille 2008             | 20. 9.              | I Kissed a Girl |
| Plaza frente al Palau San Jordi           | 26. 9.              | 1. Fingerprints 2. Hot N Cold 3. I'm Still Breathing 4. If You Can Afford Me 5. Lost 6. Mannequin 7. One of the Boys 8. Self Inflicted 9. Thinking of You 10. Ur So Gay 11. Your Love (The Outfield cover) 12. Waking Up in Vegas 13. I Kissed a Girl |
| MTV Europe Music Awards 2008              | 6. 11.              | 1. I Kissed a Girl 2. Hot N Cold |
| Union Chapel                              | 13. 11.             | 1. Thinking of You 2. I'm Still Breathing 3. Mannequin 4. Playing House 5. Black and Gold 6. I Kissed a Girl |
| Lifestyle Communities Pavilion            | 10. 12.             | 1. Girls Just Want to Have Fun 2. Fingerprints 3. One of the Boys 4. Hot N Cold 5. Thinking of You 6. Waking Up in Vegas 7. I Kissed a Girl |
| Kiss 108's Jingle Ball 2008               | 11. 12.             | 1. Hot N Cold 2. Waking Up in Vegas 3. Thinking of You 4. I Kissed a Girl |
| 2009                                      |                     | |
| Festival della Canzone Italiana 2009      | 17. 2.              | 1. Hot N Cold 2. Don't Stop Me Now |
| ECHO Awards 2009                          | 21. 2.              | Thinking of You |
| American Idol                             | 13. 5.              | Waking Up in Vegas |
| MUZ TV Music Awards 2009                  | 5. 6.               | 1. One of the Boys 2. Hot N Cold 3. Waking Up in Vegas 4. Thinking of You 5. I Kissed a Girl |
| Capital FM Summertime Ball 2009           | 7. 6.               | 1. Hot N Cold 2. Waking Up in Vegas 3. I Kissed a Girl |
| Hurricane Festival 2009                   | 19. 6.              | 1. I Kissed a Girl 2. Hot N Cold 3. Don't Stop Me Now |
| Today Show                                | 24. 7.              | 1. Hot N Cold 2. Waking Up in Vegas 3. Thinking of You |
| The Rove                                  | 16. 8.              | Waking Up in Vegas |
| MTV Video Music Awards 2009               | 13. 9.              | We Will Rock You |
| MTV Europe Music Awards 2009              | 5. 11.              | 1. I Gotta Feeling 2. When Love Takes Over 3. Use Somebody 4. Halo 5. Poker Face |
| ABS CBN                                   | 13. 11.             | Hot N Cold |
| Teenage Dream éra                         |                     | |
| 2010                                      |                     | |
| MTV Movie Awards 2010                     | 6. 6.               | California Gurls |
| MuchMusic Video Awards 2010               | 20. 6.              | California Gurls |
| SINGfest 2010                             | 3. 8.               | 1. I Kissed a Girl 2. One of the Boys 3. Waking Up in Vegas 4. Ur So Gay 5. Thinking of You 6. Teenage Dream 7. Lost 8. Hot N Cold 9. Peacock 10. California Gurls |
| Teen Choice Awards 2010                   | 8. 8.               | Teenage Dream |
| Saturday Night Live 2010                  | 25. 9.              | 1. California Gurls 2. Teenage Dream |
| The X Factor: UK                          | 14. 10.             | Firework |
| MTV Europe Music Awards 2010              | 7. 11.              | 1. Hot N Cold 2. I Kissed a Girl 3. Firework 4. Teenage Dream 5. Peacock 6. California Gurls |
| BBC Radio 1's Teen Awards 2010            | 14. 11.             | 1. Hot N Cold 2. I Kissed a Girl 3. Teenage Dream 4. Firework 5. California Gurls |
| American Music Awards 2010                | 21. 11.             | Firework |
| Victoria's Secret Fashion Show 2010       | 30. 11.             | Firework |
| KIIS FM's Jingle Ball 2010                | 5. 12.              | 1. California Gurls 2. Hot N Cold 3. I Kissed a Girl 4. Firework |
| Kiss 108's Jingle Ball 2010               | 9. 12.              | 1. Hot N Cold 2. Teenage Dream 3. E.T. 4. I Kissed a Girl 5. Firework 6. California Gurls |
| Z100 Jingle Ball 2010                     | 10. 12.             | 1. Hot N Cold 2. I Kissed a Girl 3. Firework 4. E.T. 5. California Gurls |
| 2011                                      |                     | |
| 53rd Grammy Awards                        | 13. 2.              | 1. Not Like the Movies 2. Teenage Dream |
| American Idol                             | 21. 4.              | E.T. |
| Logie Awards 2011                         | 1. 5.               | Firework |
| The X Factor: UK                          | 16. 10              | The One That Got Away |
| American Music Awards 2011                | 20. 11.             | The One That Got Away |
| 2012                                      |                     | |
| 54th Grammy Awards                        | 12. 2.              | 1. E.T. 2. Part of Me |
| ECHO Awards 2012                          | 22. 3.              | Part of Me |
| Kids' Choice Awards 2012                  | 31. 3.              | Part of Me |
| Billboard Music Awards 2012               | 20. 5.              | Wide Awake |
| Capital FM Summertime Ball 2012           | 9. 6.               | 1. Hot N Cold 2. Teenage Dream 3. Last Friday Night (T.G.I.F.) 4. Part of Me 5. Wide Awake 6. The One That Got Away 7. We Are the Champions 8. Firework 9. California Gurls |
| MuchMusic Video Awards 2012               | 17. 6.              | Wide Awake |
| Hollywood Blvd                            | 26. 6.              | 1. Hot N Cold 2. Teenage Dream 3. Last Friday Night (T.G.I.F.) 4. I Kissed a Girl 5. Part of Me 6. Wide Awake 7. Firework 8. California Gurls |
| Macy's 4th of July Fireworks Spectacular  | 4. 7.               | 1. Part of Me 2. Firework |
| Prism éra                                 |                     | |
| 2013                                      |                     | |
| MTV Video Music Awards 2013               | 25. 8.              | Roar |
| Saturday Night Live 2013                  | 12. 10.             | 1. Roar 2. Walking on Air |
| X Factor: UK                              | 20. 10.             | Roar |
| iHeartRadio Theater                       | 22. 10.             | 1. Roar 2. Dark Horse 3. This Moment 4. By the Grace of God 5. Unconditionally |
| We Can Survive 2013                       | 23. 10.             | 1. I Kissed a Girl 2. Dark Horse 3. Part of Me 4. By the Grace of God 5. Walking on Air 6. California Gurls 7. Teenage Dream 8. Unconditionally 9. Firework 10. Roar |
| Lakewood High School                      | 25. 10.             | 1. Roar 2. Firework 3. Walking on Air |
| X Factor:Austrálie                        | 28. 10.             | 1. Roar 2. Unconditionally |
| MTV Europe Music Awards 2013              | 10. 11.             | Unconditionally |
| American Music Awards 2013                | 24. 11.             | Unconditionally |
| X Factor: Itálie                          | 5. 12.              | Unconditionally |
| Capital FM Jingle Bell Ball 2013          | 7. 12.              | 1. I Kissed a Girl 2. Dark Horse 3. Part of Me 4. Wide Awake 5. Walking on Air 6. California Gurls 7. Teenage Dream 8. Unconditionally 9. Firework 10. Roar |
| The Voice of Germany                      | 13. 12.             | 1. Unconditionally 2. Dark Horse |
| NRJ Music Awards - 15th Anniversary       | 14. 12.             | 1. Roar 2. Unconditionally |
| The X Factor UK                           | 15. 12.             | Unconditionally |
| The Colosseum at Caesars Palace           | 31. 12.             | 1. Wide Awake 2. Roar 3. I Kissed a Girl 4. The One That Got Away (akusticky) 5. E.T. 6. Firework 7. California Gurls 8. Part of Me |
| 2014                                      |                     | |
| 56th Grammy Awards                        | 26. 1.              | Dark Horse |
| BRIT Awards 2014                          | 19. 2.              | Dark Horse |
| Radio 1's Big Weekend 2014                | 25. 5.              | 1. Roar 2. Part of Me 3. Wide Awake 4. Dark Horse 5. I Kissed a Girl 6. The One That Got Away / Thinking of You 7. Unconditionally 8. Walking on Air 9. Teenage Dream 10. California Gurls 11. Birthday 12. Firework |
| White House                               | 31. 7.              | Roar |
| 2015                                      |                     | |
| Super Bowl 2015                           | 1. 2.               | 1. Roar 2. Dark Horse 3. I Kissed a Girl (s Lenny Kravitz) 4. Teenage Dream 5. California Gurls 6. Get Ur Freak On (cover Missy Elliott) (s Missy Elliott) 7. Work It (cover Missy Elliott) (s Missy Elliott) Play Video 8. Lose Control (cover Missy Elliott) (Missy Elliott) 9. Firework |
| 57th Grammy Awards                        | 8. 2.               | By the Grace of God |
| Rock in Rio                               | 27. 9.              | 1. Roar 2. Part of Me 3. Wide Awake 4. Dark Horse 5. E.T. 6. Legendary Lovers 7. I Kissed a Girl 8. Hot N Cold 9. International Smile 10. By the Grace of God 11. The One That Got Away / Thinking of You 12. Unconditionally 13. Walking on Air 14. This Is How We Do / Last Friday Night (T.G.I.F.) 15. Teenage Dream 16. California Gurls 17. Firework                                        |
| 2016                                      |                     | |
| Democratic National Convention 2016       | 28. 7.              | 1. Rise 2. Roar |
| Witness éra                               |                     | |
| 2017                                      |                     | |
| 59th Grammy Awards                        | 12. 2.              | Chained to the Rhythm |
| BRIT Awards 2017                          | 22. 2.              | Chained to the Rhythm |
| iHeartRadio Music Awards 2017             | 5. 3.               | Chained to the Rhythm |
| Wango Tango 2017                          | 13. 5.              | 1. Chained to the Rhythm 2. Teenage Dream 3. Firework 4. Dark Horse 5. E.T. 6. Roar 7. Bon Appétit |
| Saturday Night Live                       | 21. 5.              | 1. Swish Swish 2. Bon Appétit |
| Radio 1's Big Weekend 2017                | 27. 5.              | 1. Chained to the Rhythm 2. Bon Appétit 3. Teenage Dream 4. Firework 5. Dark Horse 6. E.T. 7. Part of Me (akusticky) 8. California Gurls 9. I Kissed a Girl 10. Swish Swish 11. Roar |
| The Voice: Francie                        | 3. 6.               | Bon Appétit |
| One Love Manchester                       | 4. 6.               | 1. Part of Me (akusticky) 2. Roar |
| Katy Perry: Witness World Wide - Koncert  | 12. 6.              | 1. Chained to the Rhythm 2. Hey Hey Hey 3. Teenage Dream 4. Firework 5. Dark Horse 6. E.T. 7. Save As Draft 8. Witness 9. Bon Appétit 10. Swish Swish 11. Power 12. Roar |
| Glastonbury Festival 2017                 | 24. 6.              | 1. Hey Hey Hey 2. Chained to the Rhythm 3. Witness 4. Teenage Dream 5. Firework 6. Dark Horse 7. E.T. 8. Thinking of You 9. Save As Draft 10. California Gurls 11. I Kissed a Girl 12. Power 13. Swish Swish 14. Roar |
| The Voice: Austrálie                      | 2. 7.               | Swish Swish |
| MTV Video Music Awards 2017               | 27.8.               | Swish Swish |
| 2018                                      |                     | |
| Oscar After-Party                         | 4.3.                | 1. Hey Hey Hey 2. Chained to the Rhythm 3. Teenage Dream 4. Hot N Cold/Last Friday Night (T.G.I.F.) 5. California Gurls 6. I Kissed a Girl 7. Dark Horse 8. E.T. 9. The One That Got Away 10. Part of Me 11. Swish Swish 12. Roar 13. Firework |
| Sukkiri                                   | 29.4.               | Act My Age |
| Witness: Coming Home                      | 19.5.               | 1. "Witness" 2. "Dark Horse" 3. "Chained to the Rhythm" 4. "Act My Age" 5. "Teenage Dream" 6. "Hot N Cold" 7. "Last Friday Night (T.G.I.F.)" 8. "California Gurls" 9. "I Kissed a Girl" 10. "E.T." 11. "Bon Appétit" 12. "Mind Maze" 13. "Wide Awake" 14. "By the Grace of God" 15. "Into Me You See" 16. "Power" 17. "Part of Me" 18. "Swish Swish" 19. "Roar" 20. "Pendulum" 21. "Firework"    |
| American Idol                             | 21.5.               | "Part of Me" |
| Rock in Rio 2018                          | 30.6.               | 1. "Witness" 2. "Roulette" 3. "Dark Horse" 4. "Chained to the Rhythm" 5. "Act My Age" 6. "Teenage Dream" 7. "Hot N Cold" 8. "Last Friday Night (T.G.I.F.)" 9. "California Gurls" 10. "I Kissed a Girl" 11. "Deja Vu" 12. "E.T." 13. "Bon Appétit" 14. "Mind Maze" 15. "Wide Awake" 16. "Into Me You See" 17. "Power" 18. "Part of Me" 19. "Swish Swish" 20. "Roar" 21. "Pendulum" 22. "Firework" |
| One Love Malibu                           | 2.12.               | 1. Roar 2. Wide Awake 3. Part of Me 4. Into Me You See 5. Unconditionally 6. Chained to the Rhythm 7. Firework |
| 2019                                      |                     | |
| 61st Annual Grammy Awards                 | 10.2.               | 1. "Here You Come Again" 2. "Jolene" 3. "After the Gold Rush" 4. "Red Shoes" 5. "9 to 5" (with Kacey Musgraves, Dolly Parton, Miley Cyrus, Maren Morris and Little Big Town) |
| Coachella Festival                        | 14.4.               | "365" |
| New Orleans Jazz & Heritage Festival 2019 | 27.4.               | 1. Teenage Dream 2. Hot n Cold 3. Last Friday Night (T.G.I.F.) 4. California Gurls 5. I Kissed a Girl 6. E.T. 7. Peacock 8. Bon appétit 9. Pendulum 10. Chained to the Rhythm 11. Dark Horse 12. The One That Got Away |
| American Idol                             | 19.5.               | 1. "Con Calma" (with Daddy Yankee) 2. "Unconditionally" (with Jeremiah Lloyd Harmon) |
| Smile éra                                 |                     | |
| 2019                                      |                     | |
| Amazon Post-Prime Day Concert 2019        | 20.8.               | 1. Hey Hey Hey 2. Dark Horse 3. Chained to the Rhythm 4. This Is How We Do It 5. Teenage Dream 6. Hot n Cold 7. Last Friday Night (T.G.I.F.) 8. California Gurls 9. I Kissed a Girl 10. E.T. 11. Peacock 12. Bon appétit 13. Wide Awake 14. Never Really Over 15. Part of Me 16. Swish Swish 17. Roar 18. Firework                                                                               |
| OnePlus Music Festival 2019               | 16.11.              | 1. Chained to the Rhythm 2. Dark Horse 3. E.T. 4. Bon appétit 5. This Is How We Do It 6. Teenage Dream 7. Hot n Cold / Last Friday Night (T.G.I.F.) 8. California Gurls 9. I Kissed a Girl 10. Wide Awake 11. The One That Got Away 12. Harleys in Hawaii 13. Part of Me 14. Swish Swish 15. Never Really Over 16. Roar 17. Firework                                                             |
| 2019 Jingle Bell                          | 6.12.               | 1. Cozy Little Christmas 2. Teenage Dream 3. I Kissed a Girl 4. Dark Horse 5. Harleys In Hawaii 6. Never Really Over 7. Roar 8. Firework |
| 2019 Jingle Bell                          | 7.12                | 1. Cozy Little Christmas 2. Teenage Dream 3. I Kissed a Girl 4. Dark Horse 5. Harleys In Hawaii 6. Never Really Over 7. Roar 8. Firework |
| 2019 Jingle Bell                          | 9.12                | 1. Cozy Little Christmas 2. Teenage Dream 3. I Kissed a Girl 4. Dark Horse 5. Harleys In Hawaii 6. Never Really Over 7. Roar 8. Firework |
| Doha Exhibition and Convention Center     | 15.12.              | 1. "Hey Hey Hey" 2. "Chained to the Rhythm" 3. "Teenage Dream" 4. "Hot n Cold" 5. "Last Friday Night (T.G.I.F.)" 6. "California Gurls" 7. "I Kissed a Girl" 8. "Dark Horse" 9. "E.T." 10. "Wide Awake" 11. "The One That Got Away" 12. "Harleys in Hawaii" 13. "Never Really Over" 14. "Part of Me" 15. "Swish Swish" 16. "Roar" 17. "Firework"                                                  |
| 2020                                      |                     | |
| 2020 ICC Women's T20 World Cup Final      | 8.3.                | 1. "Roar" 2. "Firework" 3. "Teenage Dream" 4. "Hot n Cold" 5. "Last Friday Night (T.G.I.F.)" 6. "California Gurls" 7. "I Kissed a Girl" 8. "E.T." 9. "Dark Horse" 10. "Chained to the Rhythm" 11. "Wide Awake" 12. "Firework" |
| The Project                               | 10.3.               | "Never Worn White" |
| Pioneer Park Recreation Reserve           | 11.3.               | 1. "Hey Hey Hey" 2. "Chained to the Rhythm" 3. "Dark Horse" 4. "E.T." 5. "Teenage Dream" 6. "Hot n Cold" 7. "Last Friday Night (T.G.I.F.)" 8. "California Gurls" 9. "I Kissed a Girl" 10. "The One That Got Away" 11. "Part of Me" 12. "Wide Awake" 13. "Never Really Over" 14. "Swish Swish" 15. "Roar" 16. "Firework"                                                                          |
| SHEIN                                     | 9.5.                | 1. "Firework" 2. "Roar" 3. "Never Really Over" |
| Disney's Family Singalong                 | 10.5.               | "Baby Mine" |
| Amazon Music                              | 15.5.               | 1. "Roar" 2. "Never Really Over" 3. "Daisies" |
| Houseparty                                | 15.5.               | "Daisies" |
| American Idol                             | 17.5.               | "Daisies" |
| Radio.com                                 | 21.5.               | 1. "Daisies" 2. "Firework" 3. "Never Really Over" |
| Good Morning America                      | 23.5.               | 1. "Daisies" 2. "Never Really Over" |
| iHeart Living Room Concert                | 27.5.               | 1. "I Kissed a Girl" 2. "Roar" 3. "What a Wonderful World" 4. "Thinking of You" 5. "Daisies" |
| Class of 2020                             | 7.6.                | 1. "Daisies" 2. "Firework" |
| Can't Cancel Pride                        | 25.6.               | 1. "Daises" 2. "I Kissed a Girl" 3. "Peacock" 4. "Walking on Air" 5. "Swish Swish" |
| Coke Studio Sessions                      | 26.6.               | 1. "Rise" 2. "Chained to the Rhythm" 3. "California Gurls" 4. "Teenage Dream" 5. "Hot n Cold" 6. "Never Really Over" 7. "Daisies" 8. "Part of Me" 9. "Harleys in Hawaii" 10. "Roar" 11. "Firework" |
| Tomorrowland: Around the World            | 25.7.               | 1. "Smile" 2. "Teenage Dream" 3. "California Gurls" 4. "Dark Horse" / "Chained to the Rhythm" 5. "Daisies" / "I Kissed a Girl" / "Peacock" / "Walking on Air" / "Swish Swish" 6. "Roar" 7. "Firework" |
| TMall Double 11 Gala                      | 10.11.              | 1. "Never Really Over" 2. "Not the End of the World" 3. "Roar" |
| 2020 American Music Awards                | 22.11.              | "Only Love" |